# Sky Lounge Wheel

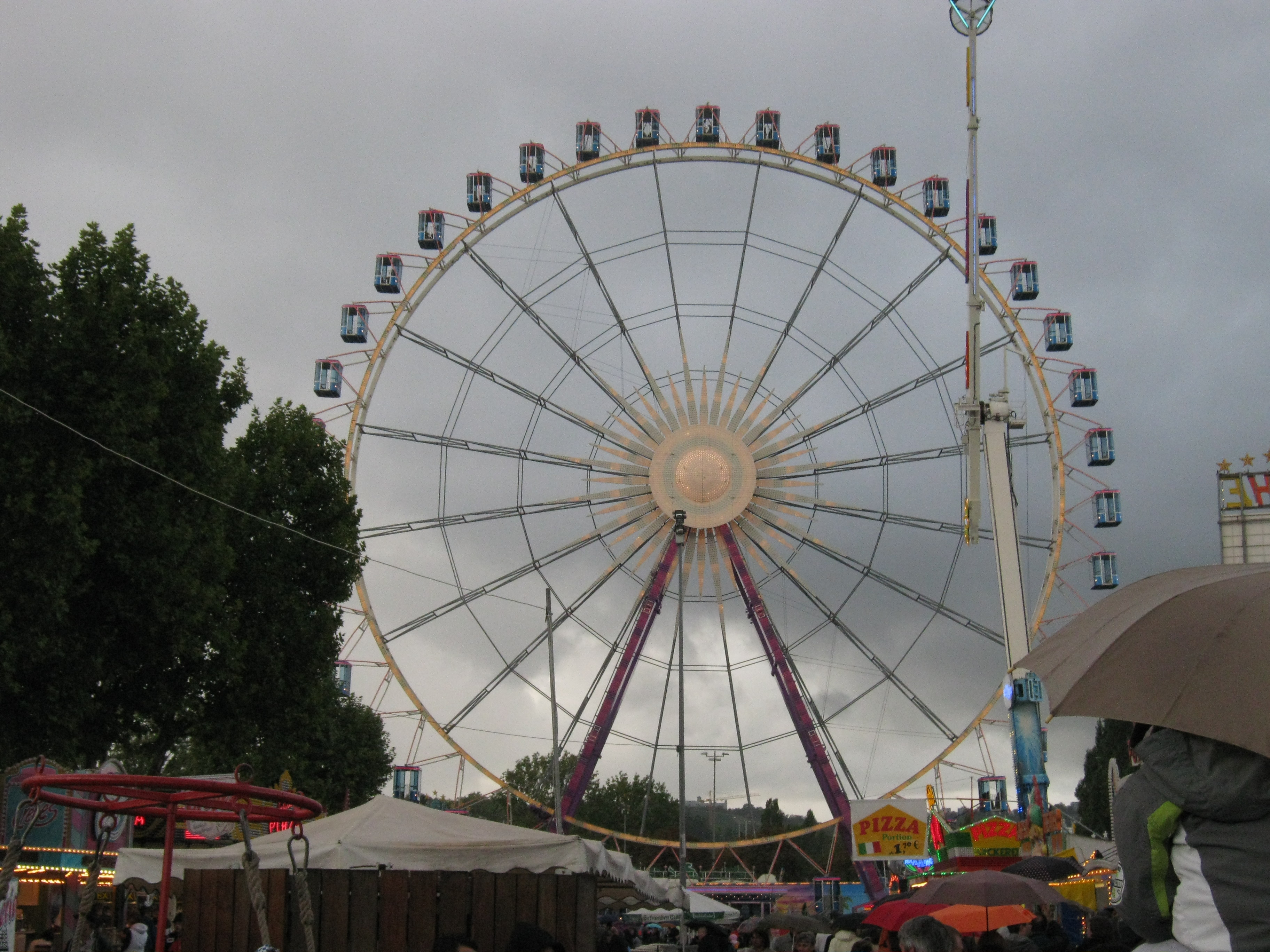
Das Riesenrad auf dem Cannstatter Wasen 2010

Das Sky Lounge Wheel (früher Mega Wheel Millennium Star) ist das drittgrößte transportable Riesenrad der Welt, mit einem Durchmesser von 58,00 Metern. Es gehört dem Schaustellerbetrieb Oscar Bruch jr. Erbaut wurde das Riesenrad durch den bayerischen Hersteller Gerstlauer Amusement Rides in Münsterhausen bei Augsburg.

## Chronik
Ursprünglich für die Expo 01 in der Schweiz konzipiert, hatte das Riesenrad jedoch bereits ein Jahr zuvor, auf der Expo 2000, Premiere. Im Jahr 2009 übernahm Oskar Bruch jun. aus Düsseldorf das Riesenrad von der Hablützel & Bruch AG, welche mittlerweile als Consulting-Unternehmen tätig ist.

## Technische Daten
- Durchmesser: 58,00 Meter
- Anzahl der Gondeln: 40
- Kapazität pro Gondel: 8 Personen
- Gesamtkapazität: 320 Personen
- Elektrischer Anschlusswert: 300 kW
- Transport: 22 40-Fuß-Container

## Sonstiges
Sowohl das zweitgrößte transportable Riesenrad der Welt, das Mein Rad (ehemals Steiger-Riesenrad), als auch das Mega Wheel Millennium Star wurden beide in Deutschland gefertigt. Im Gegensatz zum Steiger-Riesenrad sind die Gondeln alle mit Kunststoffverglasung versehen, was für die Fahrgäste einen gewissen Komfort (Windschutz) bedeutet, allerdings beim Fotografieren ungünstig ist.